# Bank für Trient und Bozen

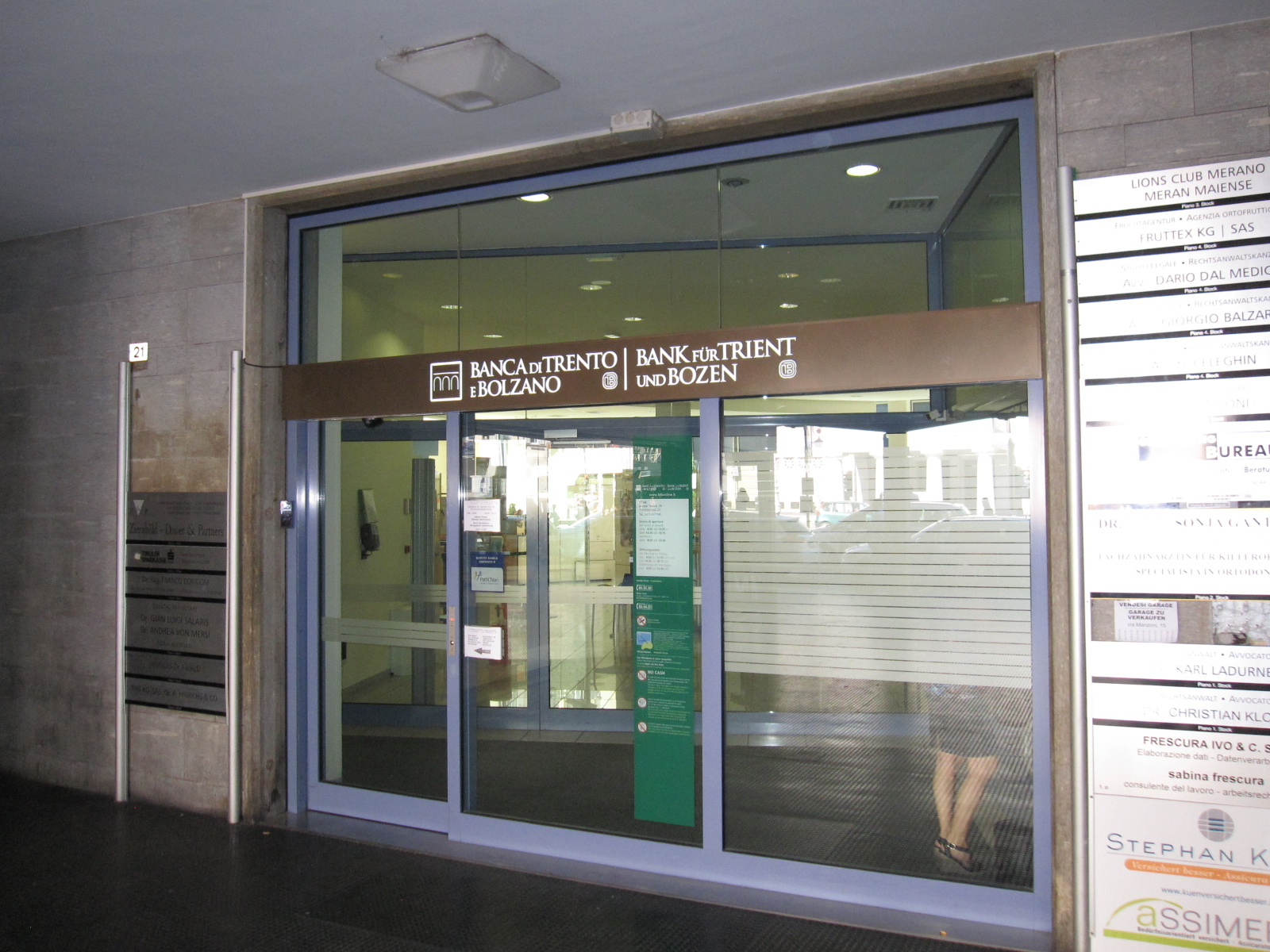
BTB-Filiale in Meran (2011)

Die Bank für Trient und Bozen (BTB; italienisch Banca di Trento e Bolzano) war eine Regionalbank mit Sitz in Trient die zur italienischen Großbank Intesa Sanpaolo gehörte. Die Bank wurde im Jahr 2015 in den Mutterkonzern eingegliedert.

## Geschichte
Die Bank hatte ihren Ursprung im Trentino in den beiden landwirtschaftlichen Banken Banca Cattolica und Banca Cooperativa, die sich 1927 unter Druck zur Banca del Trentino e dell'Alto Adige zusammenschlossen welche bis 1933 bestand. Die Ende 1934 in Trient neu gegründete Banca di Trento baute auf dem Erbe der Vorgänger auf und expandierte 1936/37 von der Stadt Trient aus mit acht Filialen in die Provinz Trient.
Nach dem Krieg wurde im Jänner 1947 der Name der Bank Banca di Trento e Bolzano bzw. Bank für Trient und Bozen geändert und mit der Eröffnung von Filialen in Bozen und Meran eine Expansion nach Südtirol begonnen. Es folgten zahlreiche weitere Filialen in beiden Provinzen.
Im Dezember 1995 wurde sie von der Banco Ambroveneto übernommen, welche sie in die 1998 gegründete Gruppo Intesa einbrachte. Aus dieser ging 2003 die Banca Intesa hervor, die ihrerseits 2007 zur Intesa Sanpaolo fusionierte. Zwischenzeitlich firmierten alle BTB-Filialen unter Intesa Sanpaolo und wurden schließlich im Jahr 2015 in den Mutterkonzern eingegliedert.

## Geschäftsgebiet
Neben dem traditionellen Heimatmarkt Trentino-Südtirol unterhielt die Bank auch einige Filialen in den benachbarten Regionen Lombardei und Venetien. Außerdem verfügte sie ab 2003 über eine Repräsentanz in Innsbruck, die 2005 in eine Niederlassung nach österreichischem Recht umgewandelt wurde.